# 王大經 (東台)
王大經（?—?），字倫表，號石袍，一號待菴居士，又號修水子。原籍江西南康，隨父遷往東臺安豐。明未清初經學家。

## 生平
王大經八歲時，他父親以「貧老」出題，大經應聲說：「腹有珠璣貧不碍，性如薑桂老何妨。」十一歲，習科舉。明朝崇楨年間，兩應童子試。因為家貧，到了十八九歲才再肆力於學，專精考注，通六經子史百家言，為古文辭邑的大著作，多出於其手。吳陵陸舜觀察謂之曰：「寸心以內有千古，一卷而外無百年。」
清康熙辛亥（1671年），應靖江令鄭山公徵，修縣志十八卷。越明年，泰州分運汪芾斯徵修中十場志，十卷書成。自號廬阜逸史。值甲寅年（1674年）清朝廷舉徵辟之典，當時巡鹽兩淮的侍御魏雙鳳想要薦大經，但大經推辭不就。太僕卿郝浴讀大經文章後說：「此殆氣彌宇宙，學貫天人者乎！」。江運使崔崋讀過他的文章後讚歎為「經濟才也」，於是請為幕賓，凡民生休戚，政治利病，多與大經商量。
王大經生平以名教為已任，講學以宋儒為宗，教授生徒，不厭不倦。晚年在淘水之東蓋「獨善堂」。著有《周易釋箋》、《毛詩備考》、《三禮折衷》、《四書逢源》、《錄史諭》、《字書正譌》、《毉學集要》、《柳城塾課》、《茗罏續編》，可惜全部散佚，只存有《獨善堂文集》八卷。
王大經終年七十一歲，無子，以三哥王大宗之子王子雋為嗣。他的門人私謚文介先生。